# Joseph Cange

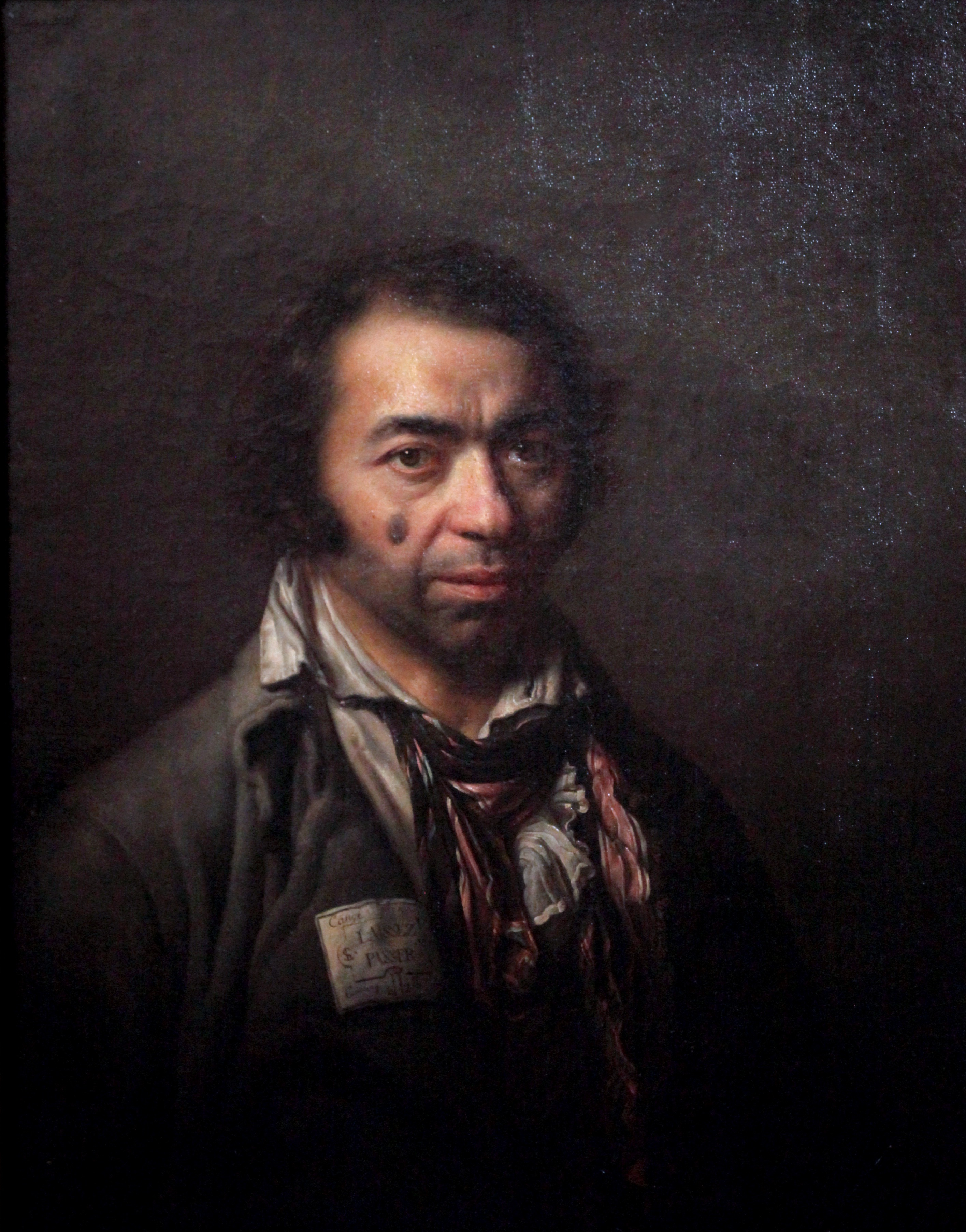
De deugdzame Joseph Cange, commissionair van Saint-Lazare (Legrand, ca. 1794-1795 – Museum van de Franse Revolutie, Vizille)

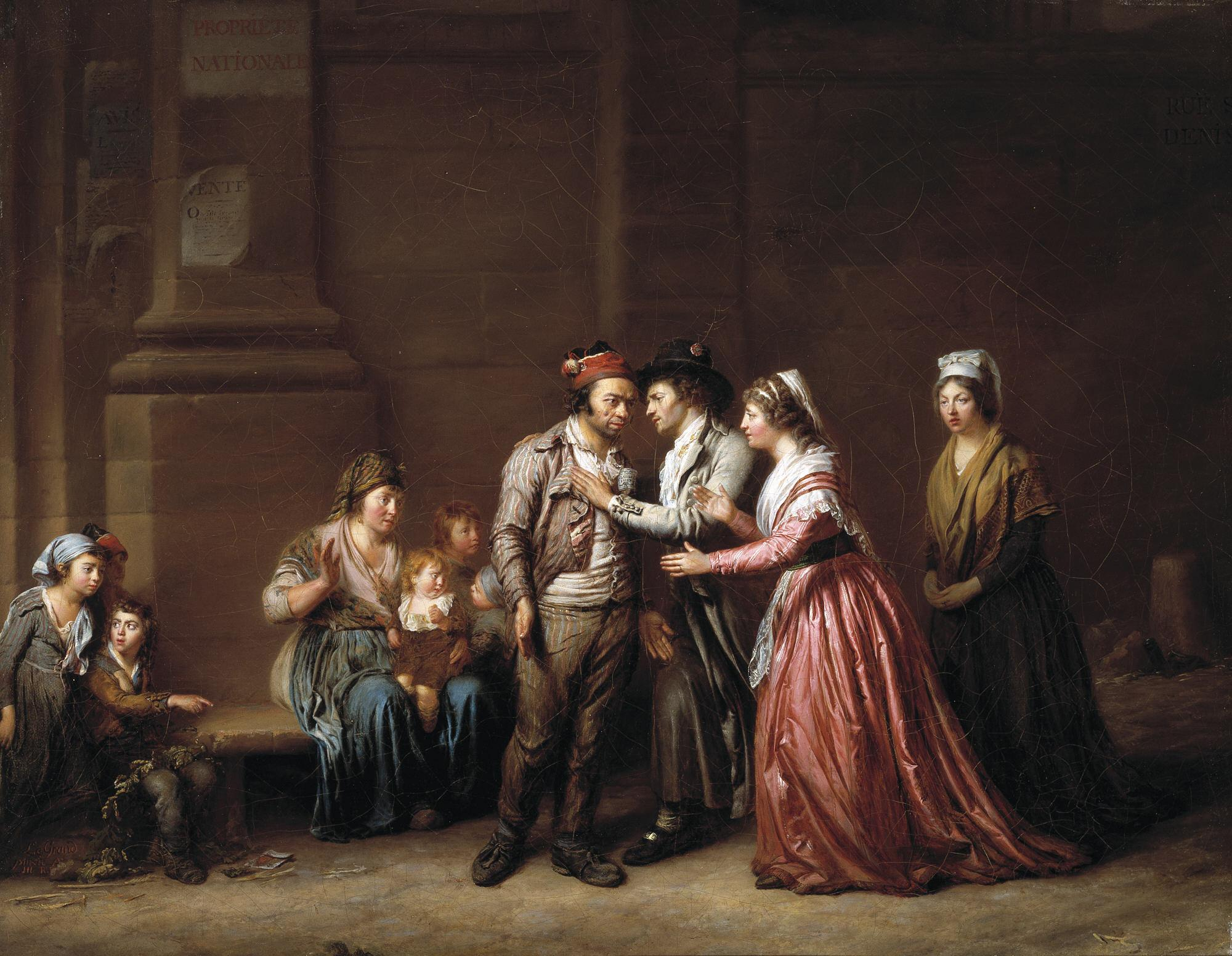
Een goede daad wordt nooit vergeten (Legrand, 1795 – Dallas Museum of Art)

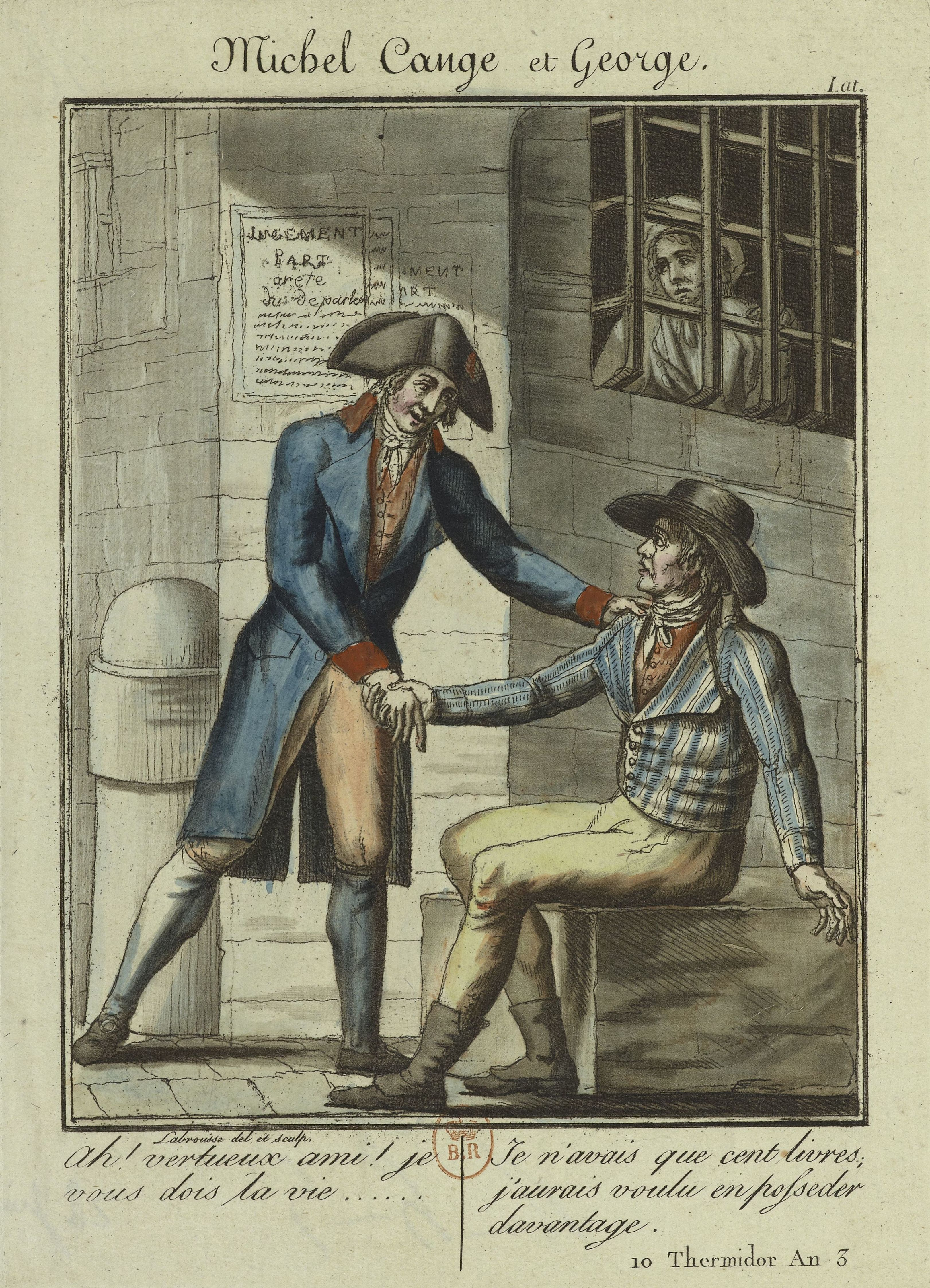
Prent van Cange bedankt door George

Joseph Cange (Sarrebourg, 19 september 1753 – Parijs, vóór 1 januari 1796) was een cipier die tijdens de Franse Revolutie bekendheid verwierf door een goede daad. In dat jaar 1794 werd hij gevierd in toneelstukken, schilderijen en gedichten.

## Leven
Cange, afkomstig uit een boerenfamilie, werkte in de Saint-Lazare-gevangenis van Parijs onder de Terreur, toen op het helpen van verdachten de doodstraf stond. Hij had het niet breed.
In zijn gevangenis zat een vader van drie kinderen, Georges genaamd, die zich zorgen maakte over het gebrek aan bestaansmiddelen van zijn gezin en die Cange vroeg om nieuws te brengen aan zijn vrouw. Cange zocht haar op en gaf haar vijftig frank van zijn weinige spaargeld, zeggend dat het van haar man kwam. Aan de echtgenoot gaf hij hetzelfde bedrag, met de boodschap dat zijn gezin het kon missen omdat het steun kreeg van een buurman. Na de Thermidoriaanse Reactie kwam Georges vrij en leerden de echtgenoten van mekaar dat de herkomst van het geld niet kon kloppen. Ze ondervroegen Cange tot hij het geheim van zijn goede daad prijsgaf, zonder er enige erkentelijkheid voor te aanvaarden.
Georges maakte het verhaal van zijn weldoener bekend en op 16 oktober 1794 stelde een delegatie van het Lycée des Arts hem in persoon voor aan de Nationale Conventie. Een gelegenheidsgedicht van Michel-Jean Sedaine werd voorgelezen als eerbetoon, met de toevoeging dat Cange recent – ondanks zijn behoeftigheid – de drie kinderen van zijn schoonzus ten laste had genomen omdat ze hun moeder waren verloren en hun vader aan het front zat. Hij kreeg een broederlijke omhelzing van de voorzitter van de Conventie, een eervolle vermelding in het bulletin en een som van het bijstandscomité (1200 livres). Ook kreeg hij een functie als bode in de Commissie van Openbaar Onderwijs.
Het sentimentele verhaal van Cange paste goed bij de waarden van het nieuwe bewind, zoals republikeins patriottisme, geduld en generositeit. Na alle wreedheid en verraad, was er nood aan menselijkheid. De kranten berichtten over de weldoener en in de laatste maanden van 1794 gingen niet minder dan negen toneelstukken over zijn daad in première. Canges eigen stem klinkt het best door in een gedicht van de met hem bevriende Félix Nogaret. De schilders lieten zich evenmin onbetuigd. Op de Salon van 1796 presenteerde Legrand het doek Le vertueux Joseph Cange, commissionaire de Saint-Lazare, dat verspreid werd in gravures van Beljambe en Bonneville. Vermoedelijk gaf de man die door Cange was begunstigd de opdrachten aan Legrand. In de toneelstukken werd hij "Durand" of "Georges" genoemd, maar Georges Duval identificeerde hem als de plumassier Thomassin uit de Rue du Petit-Lion-Saint-Sauveur.
Ondertussen ervoer Cange dat zijn nederige baan in de Commissie van Openbaar Onderwijs hem niet uit de armoede tilde. Hij zou zich verveeld hebben, werd ziek en stierf. Op 1 januari 1796 verscheen zijn necrologie in de pers. Canges weduwe en zes kinderen werden vergeten. In 1825 liet Boissy d'Anglas een hommagegedicht herdrukken om hen financieel te steunen.

## In het theater
- Marin Gamas, Cange, ou Le commissionnaire de Lazare, Théatre de la République, 1794
- Pierre Villiers en Armand Gouffé, Cange ou le commissaire bienfaisant, Théatre de la Cité-Variété, 1794
- Gabiot, Le commissaire de Saint-Lazare 1794 (ook genaamd Cange, ou les vertus du peuple)
- Leblanc, Cange, ou l'exemple des vertus républicaines, Théatre du Lycée des Arts, 1794
- Tondu-Blondin, Cange ou le commissaire de Lazare, Théâtre de la Gaîté, 1794
- Benoît-Joseph Marsollier en Nicolas Dalayrec, Les détenus ou Cange, commissionnaire de Lazare, 1794
- Le commissaire de Saint-Lazare, ou la journée du 10 thermidor, 1794
- Bellement en Jardin, Cange, ou le Commissaire de Lazare, Théâtre des Amis de la Patrie, 1794
- Julie Candeille, Le Commissionnaire, Théâtre de l'Égalité, 1794

## In verzen
- Michel-Jean Sedaine, Le Commissionnaire de Saint-Lazare, 1794
- Félix Nogaret, Cange, ou le commissionaire. Trait historique en vers, 1794 (herdrukt 1797)
- François-Antoine Boissy d'Anglas, Le Commissionnaire de Saint-Lazare, ca. 1794 (herdrukt 1825)

## Voetnoten
1. ↑  Jean-Jacques Régis de Cambacérès, Discours de Desaudray, orateur de la députation du Lycée des Arts (Paris), qui présente ses élèves, son mémoire sur la fabrication de la potasse et un acte de bienfaisance de Cange, commissionnaire de Saint-Lazare, et réponse du président, lors de la séance du 25 vendémiaire an III (16 octobre 1794), in: Archives Parlementaires de 1787 à 1799, XCIX, 1995, p. 201-203. Gearchiveerd op 17 december 2021.

- Bibliothèque nationale de France: cb14955878n (data)
- International Standard Name Identifier: 0000 0004 5095 5606
- Virtual International Authority File: 316737058